# Augustin Nsanze
Augustin Nsanze, né le 27 juillet 1953 à Kibumbu au Burundi, est un historien, homme politique et diplomate burundais. 

## Biographie
Il est actuellement le conseiller principal du président du Burundi Pierre Nkurunziza. Avant ce poste, Nsanze était ministre burundais des Affaires étrangères de 2009 à 2011. 
Au cours de la première administration du président Nkurunziza, il a été nommé ambassadeur du Burundi auprès des Nations unies à New York. Avant d'entrer en politique, Nsanze a été professeur et chercheur à l'université Espoir d'Afrique et à l'université du Burundi.